# Euforbos
Euforbos (řecky Εΰφορβος, latinsky Euphorbos) je v řecké mytologii statečný trojský bojovník, syn Panthoa a jeho manželky Frontidy.
Euforbos byl statečný mladý bojovník. Bůh Apollón, stranící Trójanům, srazil v líté řeži achajskému hrdinovi Patroklovi přilbici, která však — stejně jako celá zbroj — patřila Achilleovi. Euforbos se z překvapení, že nestojí proti velkému Achilleovi rychle vzpamatoval a svým kopím proklál Patrokla. 
Ani si nestačil uvědomit, co se stalo, a padl zasažen oštěpem spartského krále Meneláa. 